# Herbaimont
Herbaimont (en wallon : Hèrbémont) est un hameau de la commune belge de Sainte-Ode située en Région wallonne dans la province de Luxembourg.
Avant la fusion des communes de 1977, Herbaimont faisait partie de la commune d'Amberloup.

## Situation et description
Ce hameau ardennais se situe principalement sur une petite rue en côte (altitude entre 435 m et 475 m) allant de Sprimont à Aviscourt. La route nationale 4 passe à quelques hectomètres au nord-est du hameau. Une petite route raccorde le hameau à cette route nationale.
Le noyau initial compte quelques anciennes fermettes construites de pierre de grès avec encadrements des portes et fenêtres en brique rouge. Certaines abritent des gîtes ruraux. Une douzaine de constructions récentes de type pavillonnaire se sont ajoutées en s'implantant sur la route descendant vers Sprimont.
On ne recense aucun édifice religieux dans le hameau.